# Zoo Aschersleben
Koordinaten: 51° 45′ 8″ N, 11° 26′ 21″ O
Der Zoo Aschersleben ist ein Zoo im Südwesten der Stadt Aschersleben in Sachsen-Anhalt. Er verzeichnet etwa 100.000 Besucher jährlich.

## Anlagen

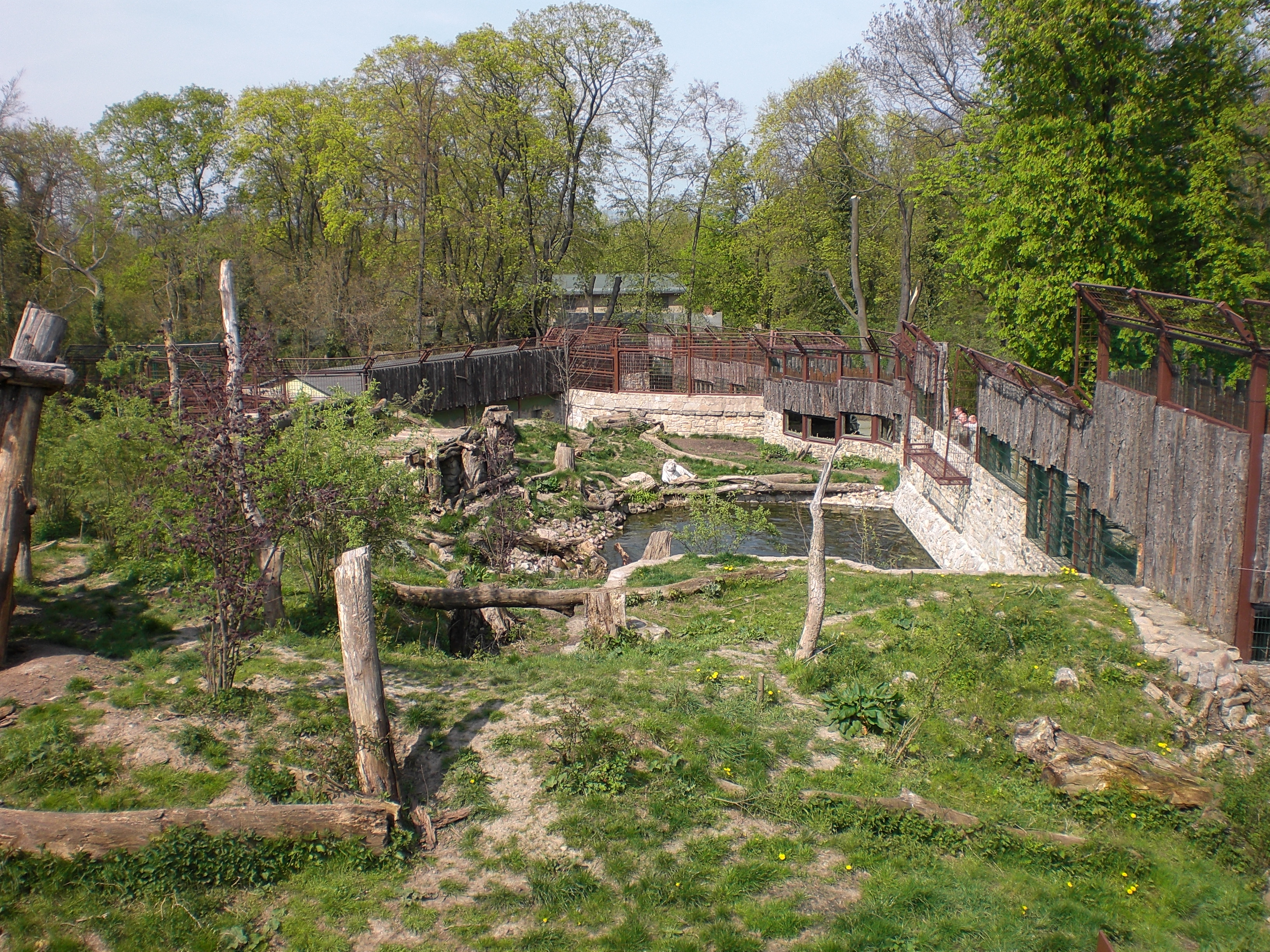
Tigeranlage

Der Zoo wurde 1973 im Naherholungsgebiet Alte Burg als Heimattierpark gegründet. Das hügelige, zum Teil waldartige Gelände des Zoos umfasst ca. 10 Hektar und umschließt auch die letzten Überreste der Burg Aschersleben.
Der Zoo ist mit ca. 300 Tieren aus etwa 100 Arten besetzt. Einen besonderen Schwerpunkt bildet die Haltung von Halbaffen und Katzenartigen, insbesondere im Hinblick auf die großzügige, etwa 2000 m² umfassende Freianlage für Sibirische Tiger, die 2004 entstand.
Viele Gehege wurden nach der politischen Wende von 1989 modernisiert und umgebaut. 1997 entstand eine große Anlage für Ozelots und eine begehbare Voliere. 1999 folgte eine 500 m² umfassende Anlage, auf der Amurleoparden leben.

## Gehaltene Arten (Auswahl)
Der Aschersleber Zoo nimmt am Europäischen Erhaltungszuchtprogramm für die stark bedrohten Dianameerkatzen, Salzkatzen und Amurleoparden teil.
Darüber hinaus werden u. a. folgende Tiere gehalten: Berberaffe, Eulen, Flamingo, Flughund, Hausschwein, Braunbären, Kamele, Lama, Litschi-Moorantilope, Muntjak, Ozelot, Pfau, Python, Pony, Sibirischer Tiger, Stumpfkrokodile, Uhu, Zebra, Ziege.

## Touristisches Angebot
Seit 1976 gibt es innerhalb des Zoos ein Planetarium. Entlang des Wegs durch den Zoo bis zum Planetarium wurde ein maßstabsgerechtes Modell des Sonnensystems angelegt. Seit dem Jahr 2003 gibt es eine Zooschule, in der Stunden des Biologieunterrichts gestaltet werden können.
Unterstützt wird die Arbeit des Zoos durch den 1992 gegründeten Förderverein Zoofreunde Aschersleben e. V.

## Galerie

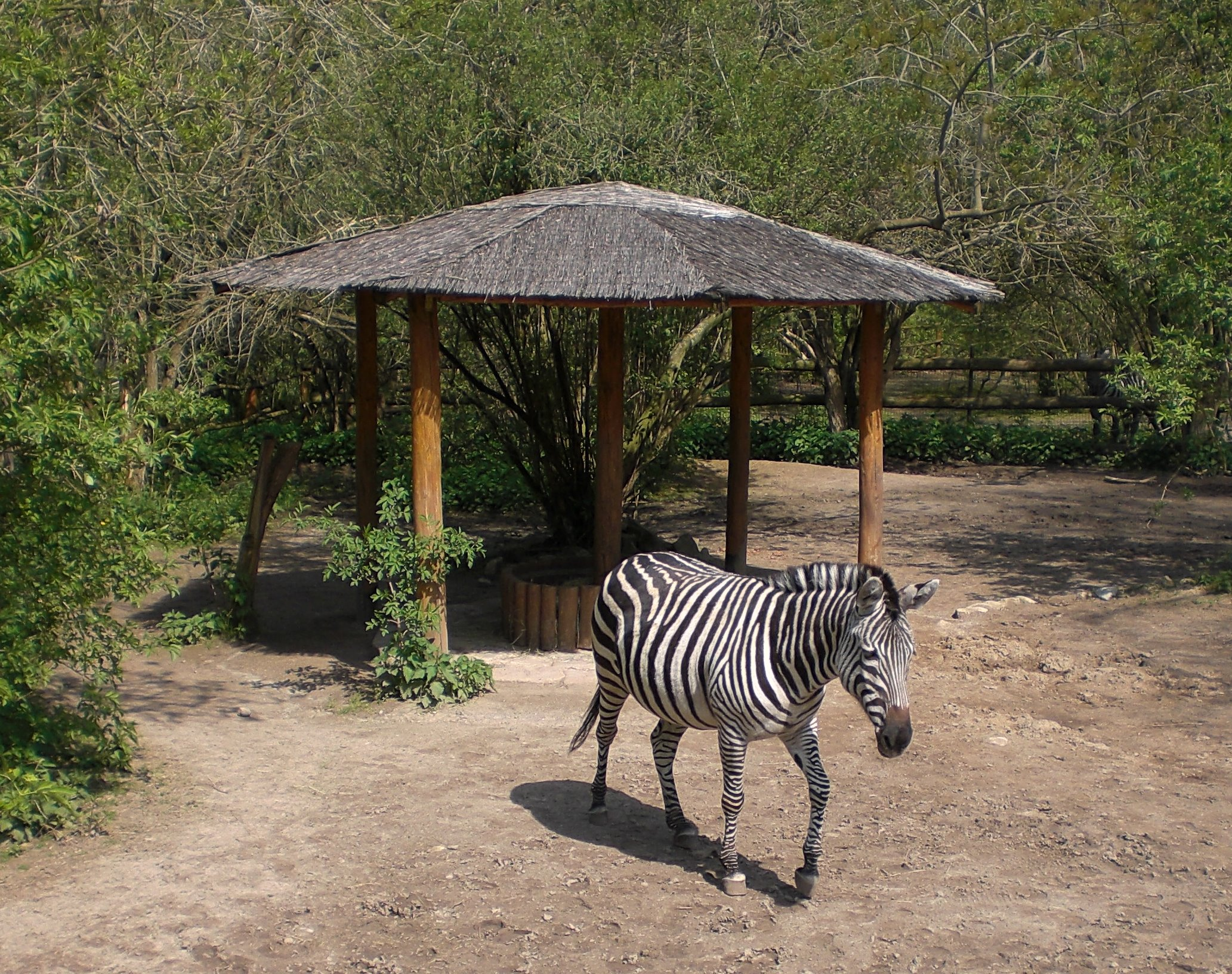
Zebragehege
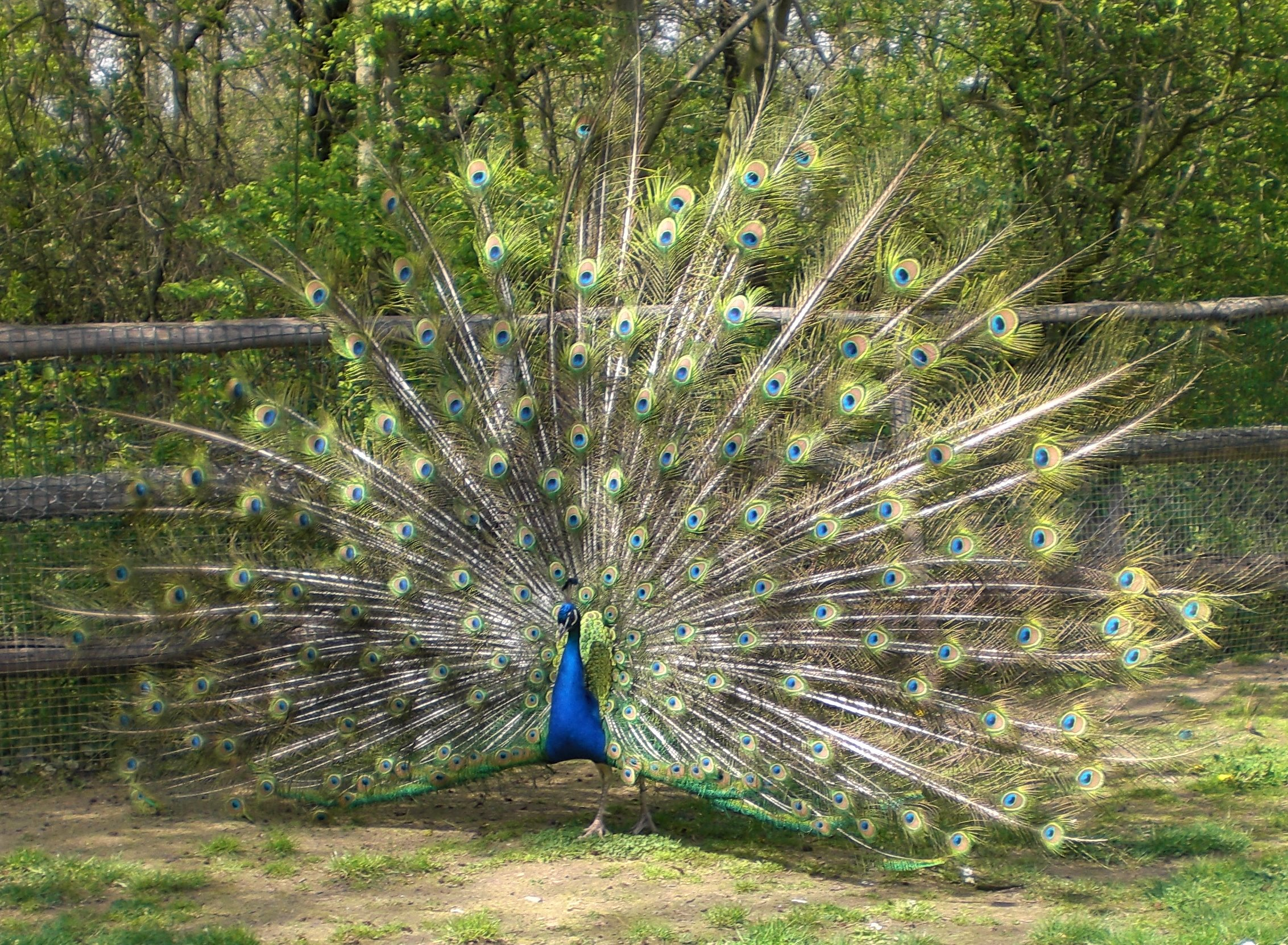
Pfau im Streichelgehege
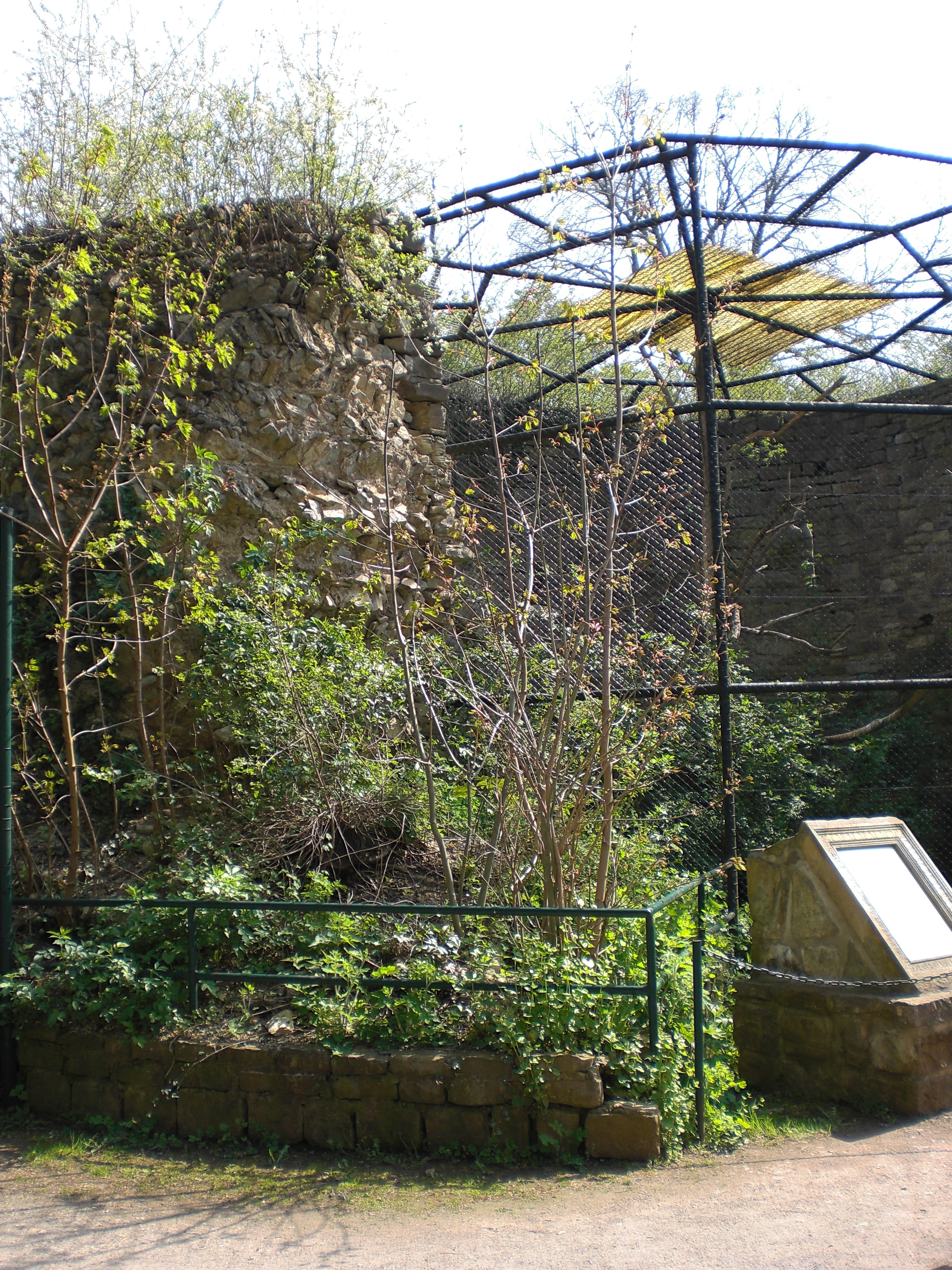
Reste der alten Burg
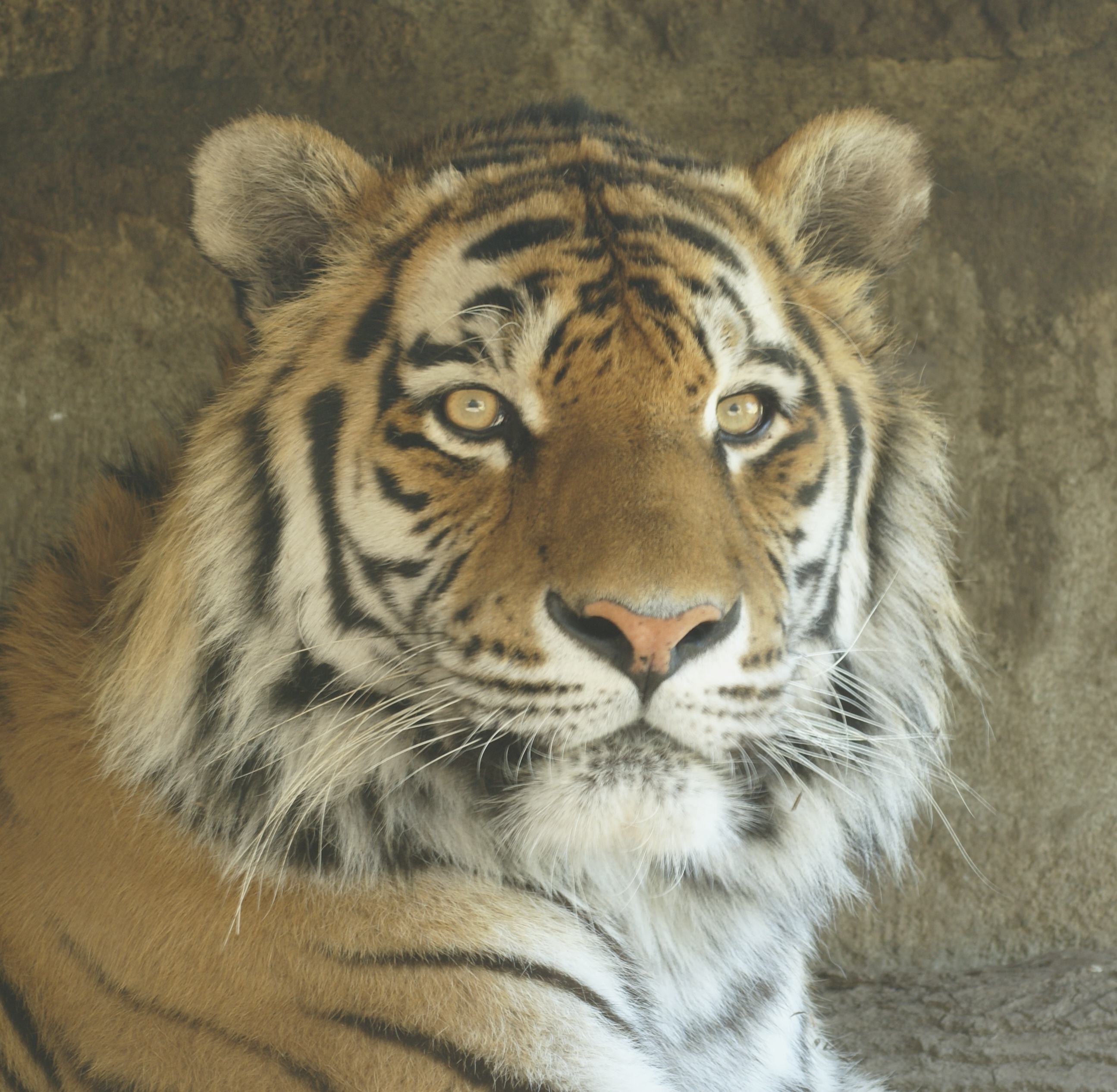
Sibirischer Tiger
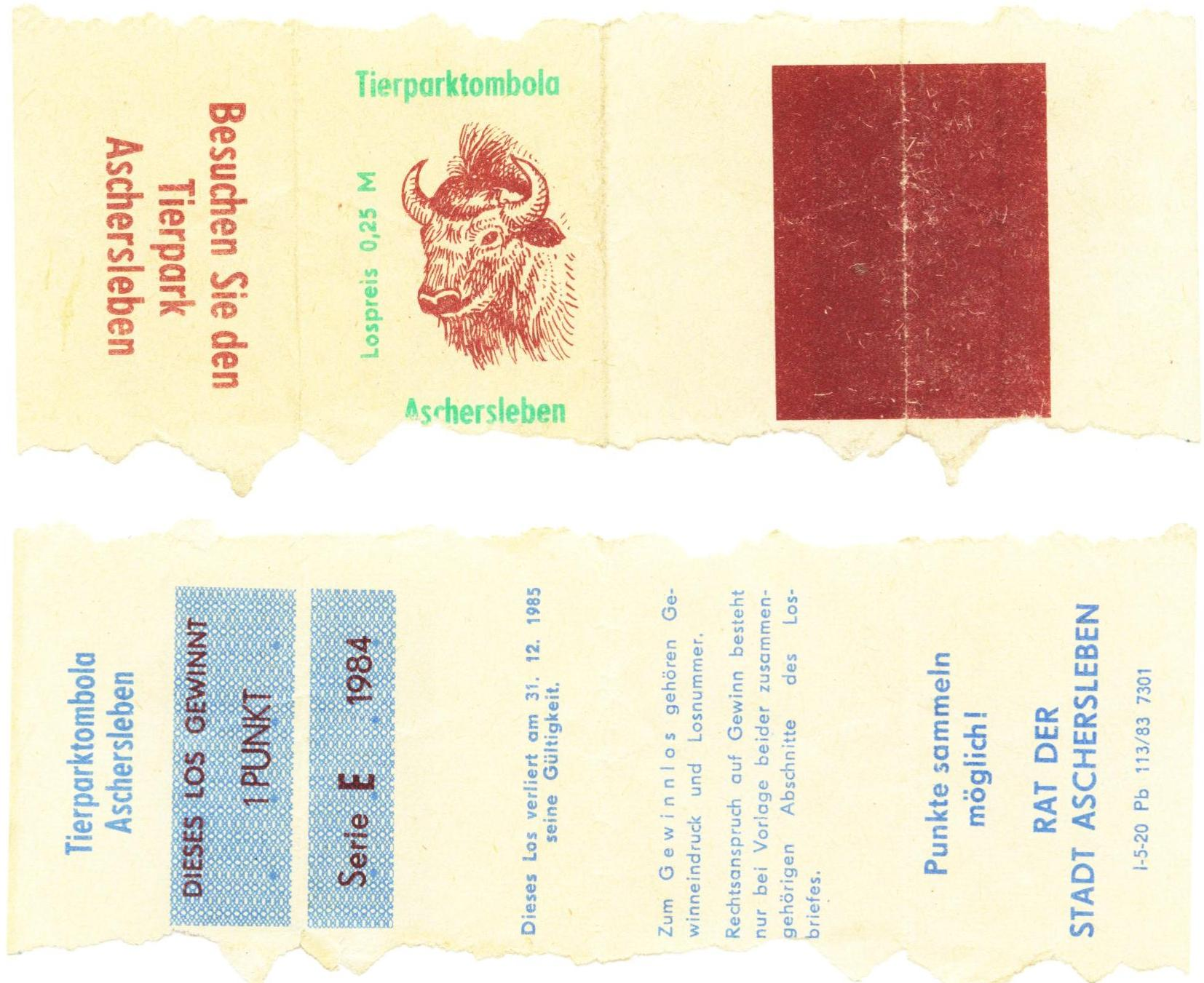
Tombola-Los 1984